# Menetes berdmorei
Menetes berdmorei är en gnagare i familjen ekorrar och den enda arten i sitt släkte. Den förekommer i sydöstra Asien. Utbredningsområdet sträcker sig från östra Myanmar och södra Kina till Vietnam. Djuret saknas däremot på Malackahalvön.
Artepitet i det vetenskapliga namnet hedrar naturforskaren Thomas M. Berdmore.
Denna ekorre är på ovansidan gråbrun och på buken vitaktig. Påfallande är längsgående strimmor på kroppens sidor. På varje sida finns en beige och en svart strimma. Med sitt spetsiga huvud påminner djuret om en mus eller snarare om en spetsekorre, men den är inte närmare släkt med dessa djur. Kroppslängden ligger vid 20 centimeter och svansen är ungefär 15 centimeter lång.
Djuret vistas främst på marken och klättrar sällan i träd. Den gömmer sig vanligen i regnskogens täta undervegetation. Menetes berdmorei letar även på jordbruksmark eller i byar efter föda. I vissa regioner syns den ofta bland risodlingar. Trots allt är inte mycket känt om artens levnadssätt.